# Eaglesham

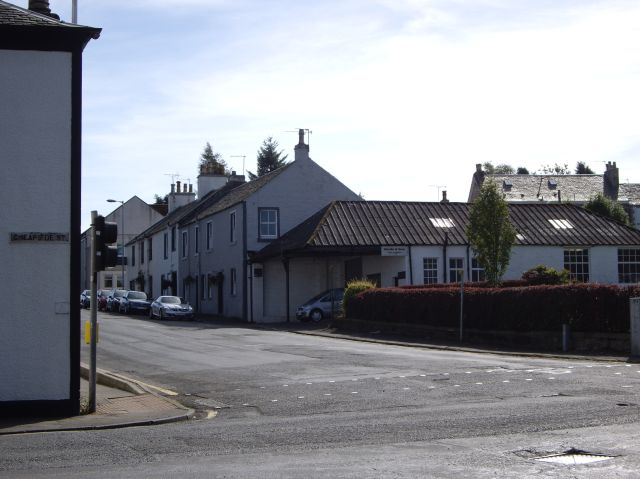
Gilmour Street i Eaglesham.

Eaglesham är en ort i kommunen East Renfrewshire i Skottland, och är belägen söder om Glasgow. Folkmängden uppgick till 3 150 invånare 2012, på en yta av 0,98 km².